# Universidade Fairleigh Dickinson
University Fairleigh Dickinson
| Lema                 | Fortiter et Suaviter                                        |
| Fundada em           | 1942                                                        |
| Tipo de Universidade | Universidade privada                                        |
| Presidente           | Dr. J. Michael Adams                                        |
| Localização          | Madison/Florham Park & Teaneck/Hackensack, Nova Jérsei, EUA |
| Cores                | Vermelho e Azul                                             |
| Campus               | Urbano                                                      |
| Página na Internet   | www.fdu.edu                                                 |

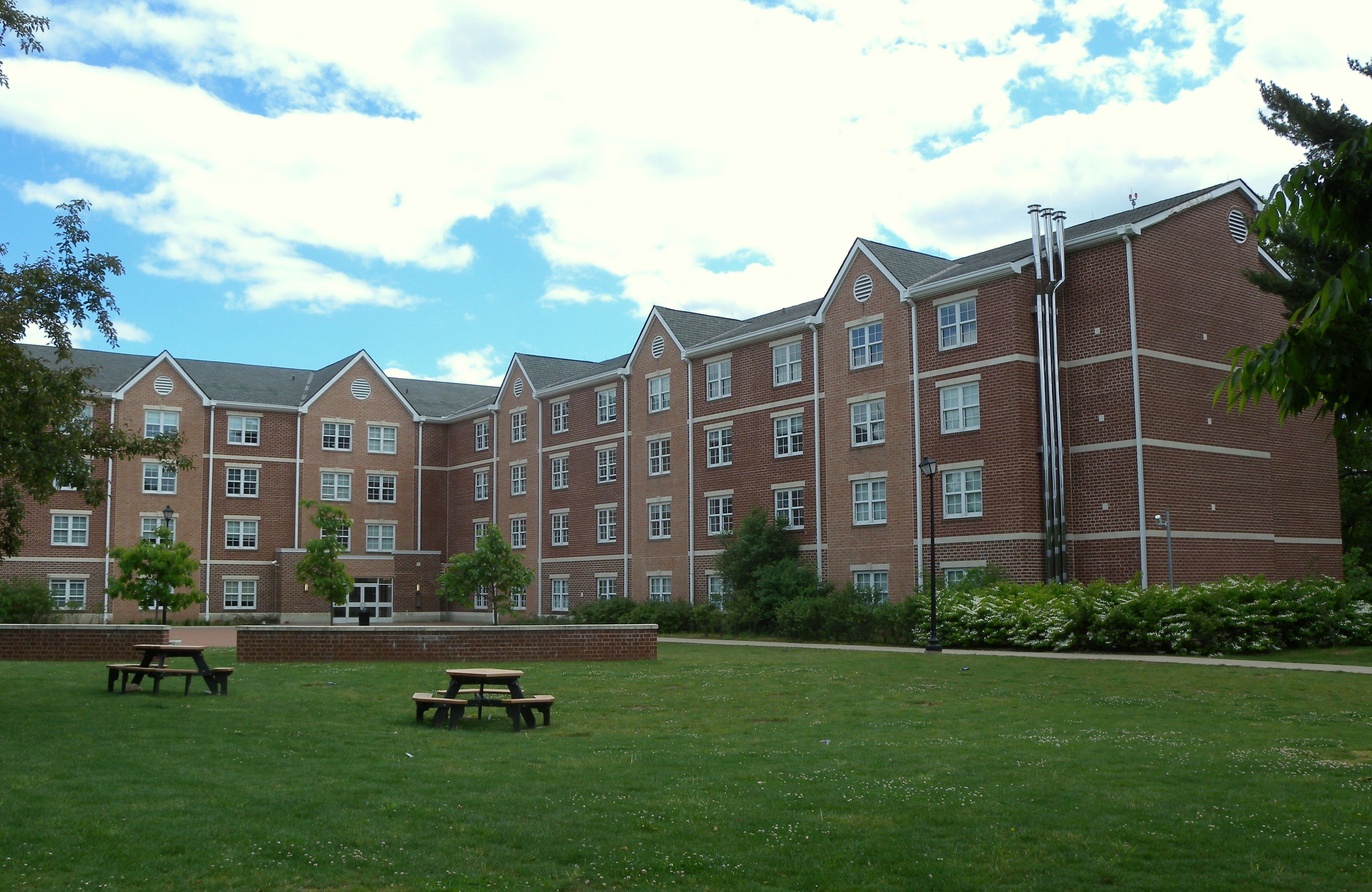
Dormitórios do Florham Campus

Universidade Fairleigh Dickinson (em inglês: Fairleigh Dickinson University) é uma universidade privada americana fundada em 1942. É a maior universidade privada em Nova Jérsei e é a única universidade para oferecer instrução física em todas as 21 regiões em Nova Jersey.